# Kossoba
Kossoba är en ort i Burkina Faso.   Den ligger i regionen Boucle du Mouhoun, i den västra delen av landet, 260 km väster om huvudstaden Ouagadougou. Kossoba ligger 283 meter över havet och antalet invånare är 1 975.
Terrängen runt Kossoba är platt. Närmaste större samhälle är Yasso, 11,8 km sydväst om Kossoba.
Omgivningarna runt Kossoba är en mosaik av jordbruksmark och naturlig växtlighet. Runt Kossoba är det ganska tätbefolkat, med 65 invånare per kvadratkilometer.